# Лабубу
Лабубу (кин: 拉布布) јесте бренд колекционарских плишаних играчака. Лабубу је измислио Касинг Луенг, а продаје их Pop Mart. Лабубу је такође име главног лика овог бренда.